# 385ª Brigata artiglieria delle guardie "Odessa"
La 385ª Brigata artiglieria delle guardie "Odessa" (in russo 385-я гвардейская артиллерийская Одесская бригада?, 385-ja gvardejskaja artillerijskaja Odesskaja brigada, unità militare 32755) è un'unità di artiglieria delle Forze terrestri russe, subordinata alla 2ª Armata combinata delle guardie del Distretto militare centrale e con base a Tockoe.

## Storia

### Unione Sovietica
L'unità venne costituita il 23 giugno 1941 come 648º Reggimento artiglieria della Riserva del Comando Supremo dall'Armata Rossa presso Orhei, nella RSS Moldava, sulla base del 3º Battaglione del 266º Reggimento artiglieria. Inizialmente il reggimento ebbe notevoli difficoltà nell'addestramento dei soldati mobilitati, perlopiù contadini della Bessarabia analfabeti e con scarsa conoscenza della lingua russa; la situazione migliorò con l'arrivo di nuove reclute dal Donbass e dalle regioni di Kirovograd e Nikolaev. Già il 13 luglio 1941 il reggimento assunse le posizioni di combattimento lungo il Dnestr, fra Rîbnița e Dubăsari, riuscendo inizialmente a sventare i tentativi delle forze tedesche di attraversare il suo settore difensivo. Il 6 agosto ricevette l'ordine di ritirarsi. Nel 1942 venne assegnato alla 66ª Armata del Fronte di Stalingrado, con la quale prese parte all'Operazione Urano. Il 1º marzo 1943, per i meriti dimostrati durante la battaglia di Stalingrado, il reggimento venne promosso e ribattezzato 110º Reggimento artiglieria delle guardie. Il 19 aprile 1944 l'unità ricevette il titolo onorifico "Odessa" per essersi distinta nella battaglia per la liberazione della città. Il 24 maggio 1944 il reggimento venne espanso nella 44ª Brigata artiglieria delle guardie. La brigata prese parte all'Offensiva Iași-Kišinëv nell'agosto del 1944 e, dopo un periodo trascorso in riserva, all'Operazione Vistola-Oder, durante la quale il 19 febbraio 1945 venne insignita dell'Ordine della Bandiera Rossa per la cattura delle città di Sochaczew, Skierniewice e Łowicz. Successivamente partecipò alla battaglia di Berlino, ottenendo l'Ordine di Bogdan Chmel'nyc'kyj di II Classe per il valore dimostrato nei combattimenti.
Dopo la fine della seconda guerra mondiale la brigata rimase schierata nei pressi di Möckern. Il 17 febbraio 1961 l'unità fu riorganizzata nel 96º Reggimento artiglieria delle guardie (unità militare 11526) e trasferita a Werder. Il 25 agosto 1981 il reggimento fu nuovamente espanso, diventando l'attuale 385ª Brigata artiglieria delle guardie (unità militare 25881). Nel 1994, in seguito allo scioglimento del Gruppo di forze sovietiche in Germania, la brigata venne ritirata in Russia.

### Federazione Russa
A partire dal febbraio 2022 la brigata è stata impiegata nell'invasione russa dell'Ucraina. Fra il 2023 e il 2024 ha operato nelle regioni di Luhans'k e di Donec'k, prendendo parte alla battaglia di Avdiïvka insieme al resto della 2ª Armata combinata. Successivamente alla conquista della città è rimasta operativa in direzione di Pokrovs'k.

## Comandanti
- Maggiore Vladimir Bačmanov (23 giugno 1941 - 5 agosto 1942)
- Colonnello Ivan Sokolov (5 agosto 1942 - 9 maggio 1945)
- Colonnello Aleksandr Pomytkin (20?? - in carica)[11]